# Lijst van schepen van de United States Navy (I)
Deze lijst geeft een overzicht van schepen die ooit in dienst zijn geweest bij de United States Navy waarvan de naam begint met een I.

## I
- USS I. J. Merritt ()
- USS Ibex (, )
- USS Ibis (SP-3051, AM-134)
- USS Ice Boat ()
- USS Ice King (SP-3160)
- USS Icefish (SS-367)
- USS Ida ()
- USS Idaho (1864, BB-24, SP-545, BB-42)
- USS Idalis (SP-270)
- USS Ideal (AMc-85)
- USS Idealia ()
- USS Idylease ()
- USS Illinois (1864, BB-7, AM-71, BB-65)
- USS Illusive (AM-243, AM-448/MSO-448)
- USS Imbue (AM-244)
- USS Impeccable (AM-320/MSF-320)
- USNS Impeccable
- USS Imperator (ID-4080)
- USS Impervious (AM-245, AM-449/MSO-449)
- USS Impetuous (PC-454/PYc-46)
- USS Implicit (AM-246, AM-455/MSO-455)
- USS Improve (AM-247)
- USS Impulse (PG-68)

### In
- USS Inaugural (AM-242)
- USS Inca (, SP-1212, , )
- USS Incessant (AM-248)
- USS Inch (DE-146)
- USS Inchon (LPH-12/MCS-12)
- USS Incredible (AM-249)
- USS Independence (1775, 1777, 1814, SP-3676, CVL-22, CV-62, LCS-2)
- USS India ()
- USS Indian ()
- USS Indian Island (AKS-25, AG-77)
- USS Indiana (BB-1, 1898, BB-50, BB-58)
- USS Indianapolis: CA-35 en SSN-697
- USS Indianola ()
- USS Indicative (AM-250)
- USS Indien ()
- USNS Indomitable
- USS Indra (ARL-36)
- USS Indus (AKN-1)
- USS Industry (AMc-86)
- USS Inflict (AM-251, AM-456/MSO-456)
- USS Ingersoll (DD-652, DD-990)
- USS Inglis ()
- USS Ingraham (DD-111/DM-9, DD-444, DD-694, FFG-61)
- USS Inman ()
- USS Ino ()
- USS Instill (AM-252)
- USS Insurgent (1799)
- USS Integrity (AGOS-24)
- USS Intelligent Whale (1869)
- USS Intensity (PG-93)
- USS Interceptor (AGR-8)
- USS Interdictor (AGR-13)
- USS Interpreter (AGR-14)
- USS Interrupter (AGR-15)
- USS Intrepid (1798, 1874, 1904, CV-11)
- USS Intrigue (AM-253)
- USS Invade (AM-254)
- USS Inver ()
- USS Investigator (AGR-9)
- USS Invincible (SP-3671, AGM-24, AGOS-10)

### Io
- USS Iolanda (AKS-14)
- USS Iolite (PYc-24, PYc-41)
- USS Iona (, )
- USS Ionie ()
- USS Ionita ()
- USS Iosco ()
- USS Iowa (1864, BB-4, BB-53, BB-61)
- USS Iowan (SP-3002)
- USS Ipswich ()
- USS Ira Jeffery (APD-44)
- USS Iredell (APA-242)
- USS Iredell County (LST-839)
- USS Irene Forsyte (IX-93)
- USS Irex (SS-482)
- USS Iris (1847, 1863, 1869, 1885, 1897)
- USS Iro ()
- USS Iron Age ()
- USS Iron County (LST-840)
- USS Ironsides Jr. ()
- USS Ironwood ()
- USS Iroquois (, )
- USS Irwin (DD-794)

### Is
- USS Isaac N. Seymour (1860)
- USS Isaac Smith (1851)
- USS Isabel (SP-521/PY-10)
- USS Isabela (1911, SP-1035)
- USS Isanti (1918, SP-3423)
- USS Isherwood (DD-284, DD-520)
- USS Isilda (1861)
- USS Isis (1902)
- USS Isla de Cuba (1886)
- USS Isla de Luzon (1887)
- USS Island Belle (1861)
- USS Isle of Surry (SP-1860)
- USS Isle Royale (AD-29)
- USS Isonomia (1864)
- USS Israel (DD-98)
- USS Itara (YTB-391)
- USS Itasca (1861, SP-810)
- USS Itasca II (SP-803)
- USS Itty E. (SP-952)
- USS Iuka (1864, AT-37, ATR-45)
- USS Ivy (1862, 1891, 1917)
- USS Iwana (YT-2, YT-272)
- USS Iwo Jima (CV-46, LPH-2, LHD-7)
- USS Izard (DD-589)

A · B · C · D · E · F · G · H · I · J · K · L · M · N · O · P · Q · R · S · T · U · V · W · X · Y · Z